# Margattea bisphaerica
Margattea bisphaerica (лат.) — вид тараканов рода Margattea из семейства Ectobiidae (в составе подсемейства Pseudophyllodromiinae или в отдельном семействе Pseudophyllodromiidae). Эндемик Китая.

## Этимология
Видовое название образовано от латинских слов bi и sphaericus, обозначающих непохожие и шарообразные грифельки (styli).

## Распространение
Встречается в Китае (Гуанси-Чжуанский автономный район).

## Описание
Тело небольшое (около 1 см), желтовато-коричневое. Этот вид в целом похож на Margattea concava Wang, Che & Wang, 2009, но может быть отличим от него по следующим признакам: 1) грифельки (styli) разнородные и шаровидные, левый значительно меньше правого, в то время как у последнего грифельки одинаковые и конические; 2) левый фалломер с тонким изогнутым шипом, отсутствующим у последнего. Межоцеллярное расстояние немного шире расстояния между глазами, уже расстояния между усиковыми впадинами. Пятый нижнечелюстной пальмомер расширен, третий и четвёртый пальмомер оба длиннее пятого. Переднеспинка субэллиптическая, шире длины, диск обычно с симметричными макулами и полосами. Надкрылья и задние крылья полностью развиты. Вид был впервые описан в 2024 году китайскими энтомологами из Southwest University (Чунцин, Китай).